# Heteropogon divisus
Heteropogon divisus är en tvåvingeart som först beskrevs av Daniel William Coquillett 1902.  Heteropogon divisus ingår i släktet Heteropogon och familjen rovflugor. Inga underarter finns listade i Catalogue of Life.